# Strada statale 557 di Campobello di Licata
La strada statale 557 di Campobello di Licata (SS 557) è una strada statale italiana che si sviluppa in Sicilia.

## Percorso
La strada ha origine nel centro abitato di Campobello di Licata (i primi 0,972 km sono stati infatti declassati e consegnati al comune stesso), e raggiunge dapprima la stazione di Campobello-Ravanusa e poi lo stesso centro abitato di Ravanusa. Continua quindi in direzione nord-est, innestandosi infine sulla strada statale 190 delle Solfare presso Bivio Mintina.
A seguito della costruzione della strada statale 644 di Ravanusa e della Strada statale 626 dir Licata-Braemi che evitano l'attraversamento dei centri abitati di Campobello di Licata e Ravanusa per il traffico proveniente e diretto verso nord-ovest (con la strada statale 123 di Licata), nord-est (con la strada statale 190 delle Solfare) e sud (con la NSA 79 stessa), l'arteria ha perso la sua originaria importanza, restando teatro del solo collegamento locale tra i due principali comuni interessati.